# Moral de Calatrava
Moral de Calatrava ist ein zentralspanischer Ort und eine Gemeinde (municipio) mit 5.103 Einwohnern (Stand: 2024) im Zentrum der Provinz Ciudad Real in der autonomen Region Kastilien-La Mancha. 

## Lage und Klima
Moral de Calatrava liegt in der weitgehend ebenen und wasserarmen Landschaft von La Mancha knapp 55 km (Fahrtstrecke) ostsüdöstlich der Provinzhauptstadt Ciudad Real bzw. ca. 220 km südlich von Madrid in einer Höhe von ca. 675 m. Durch die Gemeinde fließt der Río Jabalon. 
Das Klima ist gemäßigt bis heiß; der eher spärliche Regen (ca. 470 mm/Jahr) fällt – mit Ausnahme der zumeist eher trockenen Sommermonate – verteilt übers Jahr.

## Bevölkerungsentwicklung
| Jahr      | 1970 | 1981 | 1991 | 2001 | 2011 | 2021 |
| Einwohner | 7450 | 5499 | 5201 | 5241 | 5657 | 5211 |

Trotz der Mechanisierung der Landwirtschaft, der Aufgabe bäuerlicher Kleinbetriebe („Höfesterben“) und dem daraus resultierenden Verlust von Arbeitsplätzen ist die Einwohnerzahl der Gemeinde in der zweiten Hälfte des 20. Jahrhunderts nur leicht gesunken.

## Sehenswürdigkeiten
- Andreaskirche
- Marienkapelle
- Rochuskapelle
- Heimatmuseum (Museum der roten Töpferware)

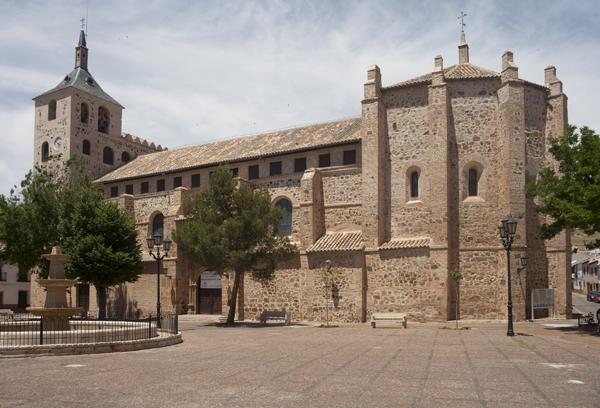
Andreaskirche

## Persönlichkeiten
- Rodrigo Téllez Girón (1456–1482), 29. Hochmeister des Ordens von Calatrava
- Alfonso Téllez Girón de las Casas (1453–1469), Graf von Ureña (1464–1469)
- Juan Tellez-Girón (1456–1528), Graf von Ureña (1469–1528)
- Lucía Palacios (* 1972), Filmregisseurin, Grimme-Preisträgerin (2008)
- Juan Camacho del Fresno (* 1995), Radrennfahrer

## Gemeindepartnerschaften
Mit der französischen Gemeinde Cherves-Richemont im Département Charente (Neuaquitanien) seit 1993 und mit der spanischen Gemeinde Piedralaves in der Provinz Ávila seit 2017 bestehen Partnerschaften.